# کتاب‌شناسی تنسی ویلیامز
این نوشتار فهرستی از نوشته‌های تنسی ویلیامز (۱۹۸۳–۱۹۱۱ میلادی) است.

## نمایشنامه‌ها
| نام نمایشنامه                   | سال  | فیلم یا فیلم‌هایی که از روی این نمایشنامه اقتباس شده‌است | مترجمِ فارسی                                |
| ------------------------------- | ---- | --- | ------------------------------------------ |
| باغ وحش شیشه‌ای                  | ۱۹۴۴ | فیلمی به همین نام به کارگردانی اروینگ رپر در سال ۱۹۵۰ با شرکت جین وایمن (لورا)، کرک داگلاس (جیم)، گرترود لارنس (آماندا) و آرتور کندی (تام) فیلمی تلویزیونی به همین نام به کارگردانی آنتونی هاروی در سال ۱۹۷۳ با شرکت کاترین هپبورن (آماندا)، سام واترستون (تام)، جوانا مایلز (لورا) و مایکل موریارتی (جیم) فیلمی با عنوان «اینجا بدون من» به کارگردانی بهرام توکلی در سال ۱۳۸۹ (۲۰۱۱) با شرکت فاطمه معتمدآریا، صابر ابر، نگار جواهریان و پارسا پیروزفر | حمید سمندریان امیرمحمد جوادی مرجان بخت‌مینو |
| اتوبوسی به نام هوس              | ۱۹۴۷ | فیلمی به همین نام به کارگردانی الیا کازان در سال ۱۹۵۱ با شرکت ویوین لی (بلانش) و مارلون براندو (استنلی کوالسکی) | ایرج نورانی آراز بارسقیان مرجان بخت‌مینو    |
| تابستان و دود                   | ۱۹۴۸ | فیلمی به کارگردانی پیتر گلنویل در سال ۱۹۶۱ با شرکت لارنس هاروی (جان) و جرالدین پیج (آلما) | ایرج نورانی مرجان بخت‌مینو                  |
| خالکوبی رُز خال گلسرخ            | ۱۹۵۱ | فیلمی به همین نام به کارگردانی دانیل مان در سال ۱۹۵۵ با شرکت برت لنکستر (آلوارو) و آنا مانیانی (سرافینا) | مرجان بخت‌مینو                              |
| گربه روی شیروانی داغ            | ۱۹۵۵ | فیلمی به همین نام به کارگردانی ریچارد بروکس در سال ۱۹۵۸ با شرکت الیزابت تیلور (مگی)، پل نیومن (بریک) و برل آیوز (پدربزرگ) | پرویز ارشد مرجان بخت‌مینو                   |
| ناگهان تابستان گذشته            | ۱۹۵۸ | فیلمی به همین نام به کارگردانی جوزف ال. منکیه‌ویچ در سال ۱۹۵۹ با شرکت الیزابت تیلور (کاترین)، کاترین هپبورن (ویولت) و مونتگومری کلیفت (دکتر) | مرجان بخت‌مینو                              |
| پرنده شیرین جوانی               | ۱۹۵۹ | فیلمی به همین نام به کارگردانی ریچارد بروکس در سال ۱۹۶۲ با شرکت پل نیومن (چنس) و جرالدین پیج (الکساندرا) | نگار خلف مرجان بخت‌مینو                     |
| شب ایگوانا                      | ۱۹۶۱ | فیلمی به همین نام به کارگردانی جان هیوستون در سال ۱۹۶۴ با شرکت ریچارد برتون (شانن)، آوا گاردنر (ماکسین)، دبورا کار (هانا) و سو لاین (شارلوت) | مسعود خیام مرجان بخت‌مینو                   |
| قطار شیر دیگر اینجا توقف نمی‌کند | ۱۹۶۳ | | مرجان بخت‌مینو                              |
| نمایشنامه دوشخصیتی              | ۱۹۷۳ | | مرجان بخت‌مینو                              |
| خانه‌ای نه برای توقف             | ۱۹۸۲ | فیلمی با عنوان «این ملک محکوم است» به کارگردانی سیدنی پولاک در سال ۱۹۶۶ با شرکت ناتالی وود (آلوا) و رابرت ردفورد (اوئن) |                                            |

## داستان‌ها
- بهار رمی خانم استون (۱۹۵۰)
- به یاد یک نجیب زاده و داستان های دیگر - نشر سفیر - مجموعه داستان (1985)